# Marco Méndez
Marco Méndez (né Marco Aníbal Méndez Ramírez le 1er octobre 1976 à Uruapan, Michoacán, Mexique), est un acteur mexicain.

## Biographie
Marco Méndez étudie l'architecture à l'institut technologique des Études supérieures d'Occident et sur la période de 1999-2001 il s'intègre au Centre d'Education Artístique de Televisa (CEA).

## Carrière
Il participe à l'émission télévisée Viñetas Coca Cola, une production de Luis del Llano, pour ensuite animer pour SKY, en 2002.
Il commence sa carrière à la télévision dans la telenovela Salomé (es), produite par Juan Osorio où il incarne le personnage de León.
Ensuite, il participe à l'équipe artistique de la telenovela Las vías del amor, produite par Emilio Larrosa et dirigée par Sergio Jiménez en interprétant le personnage d'Oscar Méndez.
Puis il donne un tournant de un cent quatre-vingt degrés à sa carrière en faisant ses débuts au théâtre dans la pièce La Cenicienta, une production de Roberto Tello, dirigée par Bob Isacs, en incarnant le personnage d'El Príncipe.
Il enregistre la telenovela ¡¡Muchachitas como tú¡¡ de Emilio Larrosa dans le rôle de Joaquín, en compagnie d'Ariadne Diaz avec laquelle il a une relation sentimentale dans la vraie vie et avec José Ron.

## Filmographie

### Film
- 2002 : Amor a ciegas

### Telenovelas
- 1990 : Amor de nadie : Luis Joaquin Perea
- 2001-2002 : Salomé : León
- 2002-2003 : Las vías del amor : Óscar Méndez
- 2004 : Amar otra vez : Gonzalo
- 2004 : Rubí : Luis Duarte López
- 2004 : Mujer de madera : Alberto
- 2005 : La madrastra
- 2005 : Contra viento y marea : Renato Alday
- 2006 : La verdad oculta : Carlos Ávila
- 2006 : Ugly Betty : Guy
- 2007 : Muchachitas como tú : Joaquín Barboza
- 2008 : Querida enemiga : Bruno Palma
- 2009-2010 : Los exitosos Pérez : Diego Planes
- 2010 : Mar de amor : Dr. David Bermúdez
- 2010-2011 : Triunfo del amor : Fabián Duarte
- 2011-2012 : La que no podía amar : Esteban
- 2013 : Las bandidas : Alonso Cáceres
- 2012-2013 : Porque el amor manda : Diego Armando Manríquez
- 2015-2016 : Pasión y poder : Agustín Ornelas
- 2016 : Sueño de amor : Óscar Torreblanca